# Complexo Balnear Doca do Cavacas
Complexo Balnear Doca do Cavacas, à direita.
O Complexo Balnear Doca do Cavacas, também conhecido por Poças do Gomes, é um pequeno complexo balnear do Funchal. É constituído por poças naturais e existe acesso directo ao mar. O acesso é pago. Tem bandeira azul.